# Lyckodrömmen
Lyckodrömmen är en svensk film från 1963 i regi av Hans Abramson. I de större rollerna ses Harriet Andersson, Lars Lind och Sigge Fürst.
Manusförfattare var Lars Helgesson och för musiken stod Jan Johansson. Lasse Björne var fotograf och Lennart Wallén klippare. Filmen premiärvisades den 8 juli 1963 på biografen Röda Kvarn i Stockholm. Den var 90 minuter lång och barntillåten. Filmen spelades in under 1962 på Filmstaden Råsunda, i Stockholms stadskärna och i Högdalen.

## Handling
Allan och Maja flyttar till Stockholm för att Allan blivit erbjuden ett arbete där. Den nya tillvaron blir dock inte som man tänkt sig och Allan bestämmer sig för att tacka nej till arbetet och flytta tillbaka till den tidigare orten.

## Rollista
- Harriet Andersson	– Maja Karlsson
- Lars Lind	– Allan Karlsson, Majas man
- Sigge Fürst – Allans farfar
- Gunnar Björnstrand – Sebastian, granne till farfar
- Gertrud Fridh – Gull Fernström
- David Kullberg – Nicklas
- Carl Billquist – Fabian Widefjäll
- Georg Funkquist – direktör Frisk
- Herman Ahlsell – direktör Hurtander
- Ulf Johanson – direktör Raskling
- Jan-Olof Strandberg – bilförsäljare
- Torsten Lilliecrona – verkmästare
- Inga Gill	– receptionist
- Sif Ruud – sekreterare
- John Norrman – vaktmästare
- Muriel Nordfeldt – Carmen Minedo
- Toivo Pawlo – utropare
- Birgitta Valberg – sköterska
- Britt Ekland – sångare på TV
- Sonja Kolthoff – dam i lucka
- Nils Fritz – man i spärren
- Sten Ardenstam – berusad man
- Carl-Axel Elfving	– brevbärare

### Fotnoter
1. 1 2 3  ”Lyckodrömmen”. http://sfi.se/sv/svensk-filmdatabas/Item/?itemid=4668&type=MOVIE&iv=Basic&ref=/templates/SwedishFilmSearchResult.aspx?id%3d1225%26epslanguage%3dsv%26searchword%3dlyckodr%C3%B6mmen%26type%3dMovieTitle%26match%3dBegin%26page%3d1%26prom%3dFalse. Läst 7 mars 2013.